# Hayabusa (Zug)
Die Hayabusa-Verbindung (jap. はやぶさ, dt. Wanderfalke) ist eine seit März 2016 von JR East und JR Hokkaido betriebene Zugverbindung auf der Tōhoku-Shinkansen und der Hokkaidō-Shinkansen in Japan. Zwischen 1958 und 2009 trug denselben Namen eine Nachtzugverbindung zwischen Tokio und Kagoshima.

## Angebot

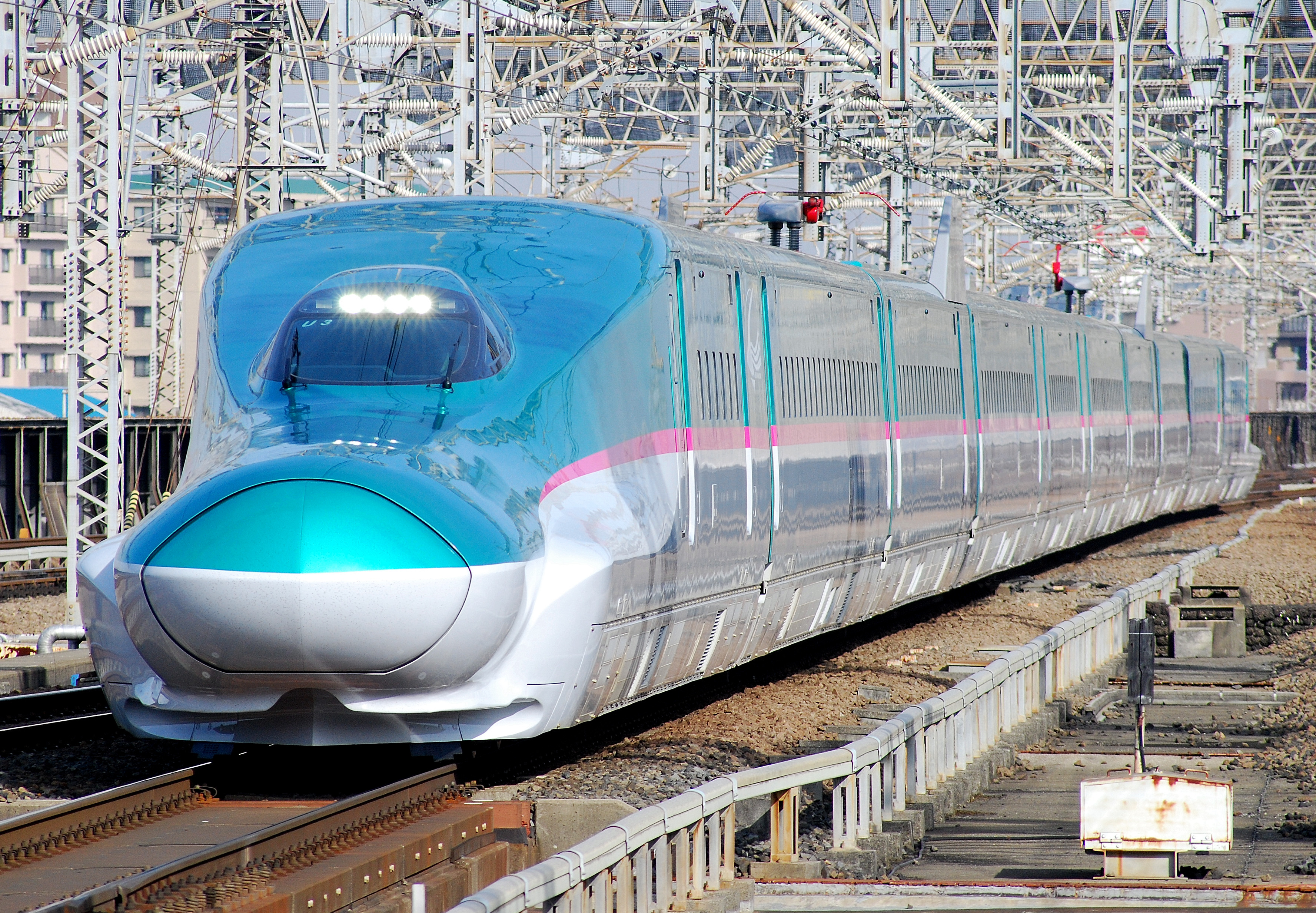
Zug der Baureihe E5 im Einsatz als Hayabusa-Verbindung im März 2011

Die Hayabusa-Verbindung ist die schnellste Verbindung auf der Tōhoku-Shinkansen. Seit der Einführung der Verbindung im März 2011 werden täglich drei Zugpaare angeboten, die an folgenden Bahnhöfen halten:
- Tokio
- Ōmiya
- Sendai
- Morioka
- Shin-Aomori

Je nach Zugverbindung werden weitere Halte bedient, wodurch sich die Fahrtzeit verlängert. Die Verbindungen ohne Halt in Hachinohe benötigen für die 674,9 km lange Strecke 3 Stunden und 10 Minuten. Ab dem Fahrplanwechsel im März 2013 wurde die Höchstgeschwindigkeit auf 320 km/h erhöht, um die Fahrzeit weiter zu verkürzen.
Einige Hayabusa-Verbindungen werden auf der schon teilweise in Betrieb befindlichen Hokkaidō-Shinkansen eingesetzt. Sie führt durch den Seikan-Tunnel nach Shin-Hakodate-Hokuto und soll 2030 bis nach Sapporo reichen.
Die spätabendliche Verbindung Hayabusa 5 sowie die frühmorgendliche Verbindung Hayabusa 2 verkehren nur zwischen Tokio und Sendai.

## Fahrzeugeinsatz & Zugformation
Die Hayabusa-Verbindungen werden ausschließlich mit 10-Wagenzügen der Shinkansen-Baureihe H5 (Hokkaidō-Shinkansen) bzw. Shinkansen-Baureihe E5 (Tōhoku-Shinkansen) betrieben. Es besteht Reservierungspflicht und Rauchverbot. Wagen 1 ist immer die Zugspitze bzw. das Ende in Richtung Tokio.
| Wagennr.      | 1        | 2        | 3             | 4        | 5                             | 6        | 7        | 8        | 9              | 10         |
| ------------- | -------- | -------- | ------------- | -------- | ----------------------------- | -------- | -------- | -------- | -------------- | ---------- |
| Klasse        | Standard | Standard | Standard      | Standard | Standard                      | Standard | Standard | Standard | Green          | Gran Class |
| Einrichtungen |          |          | Kartentelefon |          | Kartentelefon/ Rollstuhlplatz |          |          |          | Rollstuhlplatz |            |

## Geschichte

### Nachtzug (1958–2009)

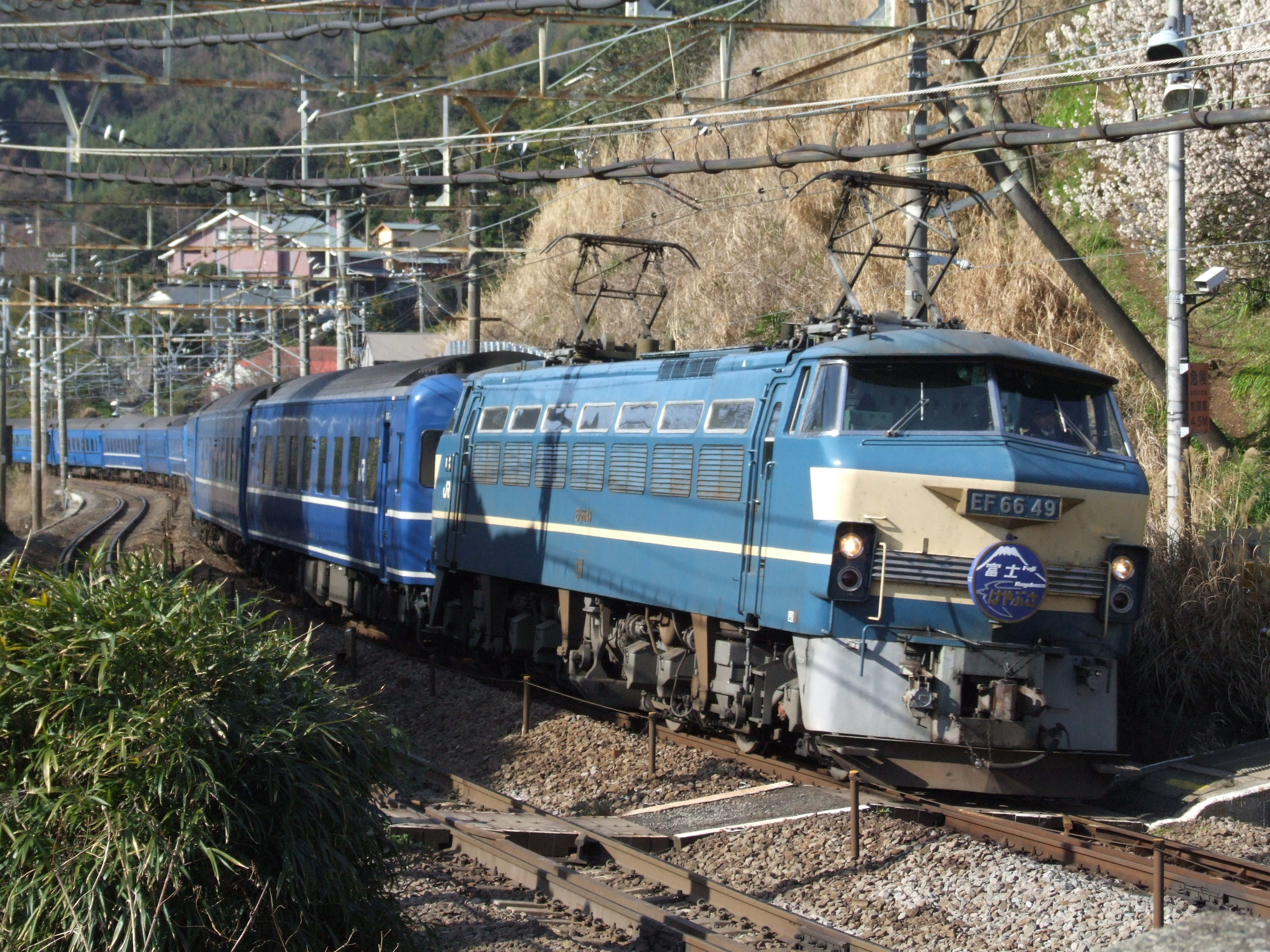
Ein von einer EF66-Lokomotive gezogener Hayabusa-Nachtzug im März 2009

Der Hayabusa-Nachtzug wurde am 1. Oktober 1958 erstmals angeboten. Er verkehrte zwischen Tokio und Kagoshima. Ab 1960 wurde der Zug auf 20 Schlafwagen verlängert und fuhr bis Nishi-Kagoshima. Ab März 1975 wurde weitere vier Wagen hinzugefügt.
Der zuvor mitgeführte Speisewagen wurde ab März 1993 nicht mehr angeboten.
Ab Dezember 1999 wurde der Hayabusa-Nachtzug mit dem Sakura-Nachtzug zwischen Tokio und Tosu gekuppelt. Nach der Einstellung des Sakura-Nachtzuges zum 1. März 2005 wurde der Hayabusa-Nachtzug mit dem Fuji-Nachtzug zwischen Tokio und Moji kombiniert. Aufgrund der immer weiter abnehmenden Fahrgastzahlen wurde der Hayabusa-Nachtzug, der zuletzt aus 14 Schlafwagen bestand, schließlich mit dem Fahrplanwechsel im März 2009 eingestellt.

### Shinkansen (seit März 2011)
Mit dem Fahrplanwechsel im März 2011 wurde der Name Hayabusa auf der Tōhoku-Shinkansen wiederbelebt, die im März 2016 auf die Hokkaidō-Shinkansen erweitert wurde. Die neue Verbindung ist die schnellste Verbindung auf der Tōhoku-Shinkansen und wird aktuell mit Fahrzeugen der Baureihe E5 und H5 betrieben.

## Weitere Verbindungen der Tōhoku-Shinkansen
- Hayate
- Yamabiko
- Nasuno